# Estágio de partida da Terra

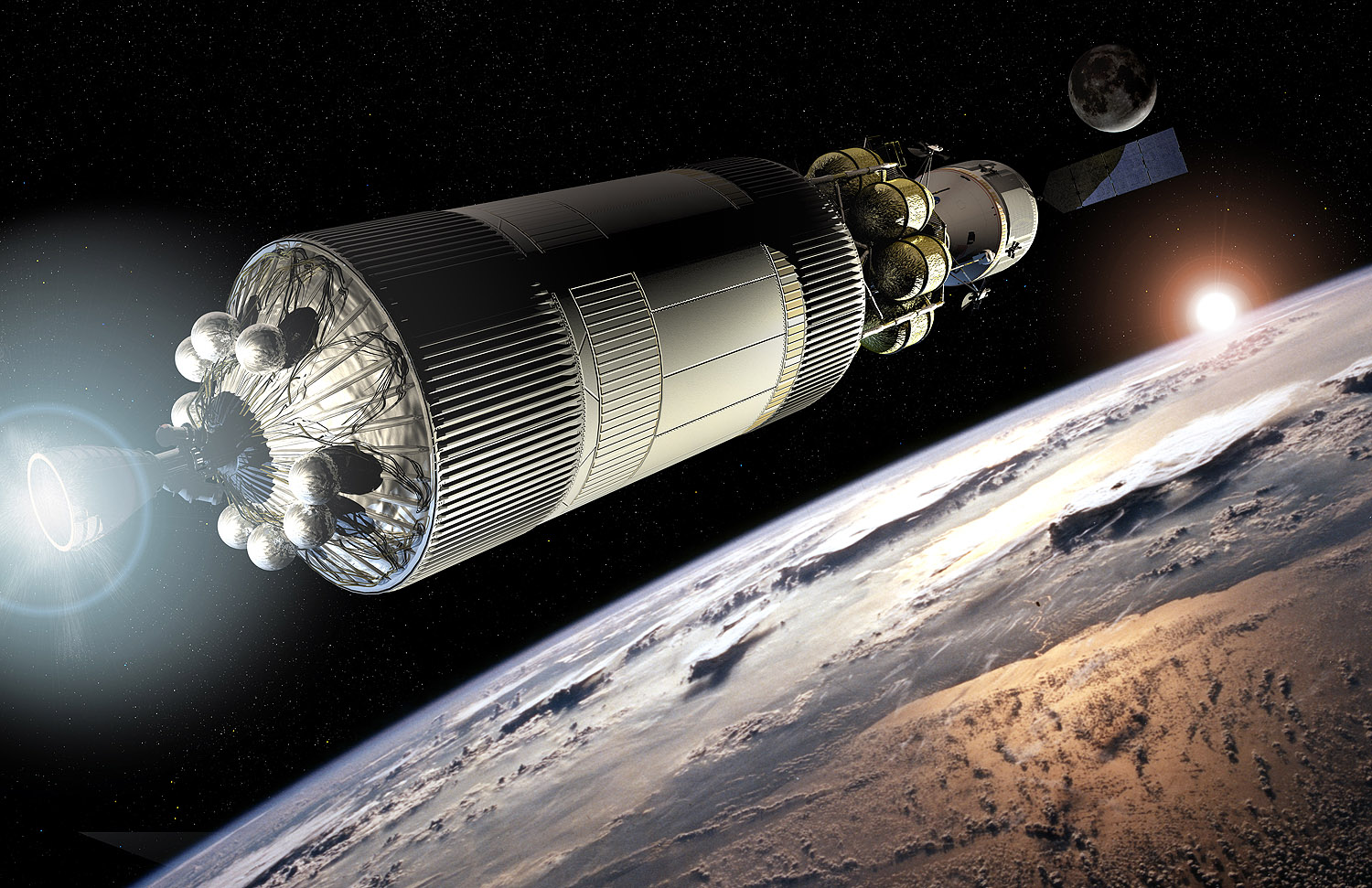
Concepção artírtica do EDS, acoplado ao CEV, acionando seu motor para deixar a órbita terrestre.

O Estágio de partida da Terra (em inglês: Earth Departure Stage - EDS), é a designação atribuída ao segundo estágio de dois veículos derivados do Ônibus Espacial, o Ares V e o Block II do Space Launch System. [carece de fontes?]
O EDS é usado para colocar a carga útil numa órbita de espera ao redor da Terra, e de lá, numa segunda ignição enviar a carga útil da órbita terrestre baixa para o seu destino final, de maneira similar aquela do estágio de foguete S-IVB, usado no Saturno V, usado no Projeto Apollo entre 1968 e 1972.